# Apostolska nunciatura v Angoli
Apostolska nunciatura v Angoli je diplomatsko prestavništvo (veleposlaništvo) Svetega sedeža v Angoli, ki ima sedež v Luandi.
Trenutni apostolski nuncij je Novatus Rugambwa.

## Seznam apostolskih nuncijev
- Giovanni De Andrea (14. april 1975–26. januar 1983)
- Fortunato Baldelli (12. februar 1983–20. april 1991)
- Félix del Blanco Prieto (31. maj 1991–4. maj 1996)
- Aldo Cavalli (1996–28. junij 2001)
- Giovanni Angelo Becciu (15. oktober 2001–23. julij 2009)
- Novatus Rugambwa (20. februar 2010–danes)